# Warnschuss

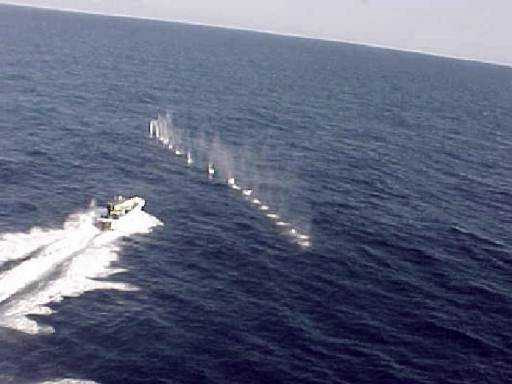
Im Wasser sichtbare Einschläge einer Garbe von Warnschüssen der US-Küstenwache vor einem mutmaßlichen Schmugglerschiff (2009)

Ein Warnschuss ist der Gebrauch einer Feuerwaffe mit dem Zweck, das Ziel nicht zu treffen, sondern jemanden zu warnen, indem der Waffeneinsatz unmissverständlich angedroht wird. Abzugrenzen sind davon Signal- bzw. Alarmschüsse.

## Polizei
Im polizeilichen Einsatz richtet sich der Warnschuss nach dem jeweils örtlich geltenden Polizeirecht. Wenn mit einem Warnschuss verhindert werden kann, dass auf Menschen geschossen werden muss, entspricht er dem Verhältnismäßigkeitsprinzip im zivilen Umfeld. Ein Warnschuss ist – nach den meisten Polizeigesetzen der deutschen Bundesländer – die Androhung unmittelbaren Zwangs mittels Schusswaffe, also die Androhung des Schusswaffengebrauchs und für die Anwendung muss rechtlich also schon die Voraussetzung für einen anschließenden Schusswaffengebrauch vorliegen. Letzteres ist explizit in den Polizeigesetzen von Bayern, Baden-Württemberg, Hessen und Schleswig-Holstein erwähnt. Eine vergleichbare Regelung gilt in Dänemark.

## Seefahrt
In der Seefahrt wird ein Warnschuss als „Schuss vor den Bug“ verwendet, um den Kapitän des gewarnten zivilen oder militärischen Schiffes zu bewegen, dem erteilten Halte- oder Abdrehbefehl nachzukommen.

## Luftpolizeidienst
Beim Luftpolizeidienst kann sich das abfangende Flugzeug mit Leuchtmunition bemerkbar machen, falls das abzufangende Flugzeug nicht reagiert.

## Trivia
Die Kugel eines in die Luft abgegebenen Warnschusses fällt auf die Erde zurück und kann dort Menschen tödlich treffen.